# Kwisatz Haderach
 (août 2024).
- Si vous ne connaissez pas le sujet, laissez ce bandeau (vous pouvez alors contacter les auteurs).
- Si vous supprimez le contenu mis en cause (vous pouvez préalablement contacter les auteurs),

argumentez précisément cette suppression dans la page de discussion
(un manque de référence n'est pas un argument ; une recherche réelle de référence doit avoir été effectuée, être formellement documentée).
Le Kwisatz Haderach, « Le court chemin », est un personnage de l’univers fictif de Dune écrit par Frank Herbert. Il s’agit d'un nom probablement tiré du terme hébraïque d'origine talmudique et kabbalistique, קְפִיצַת הַדֶּרֶךְ, dont la signification est « contraction du chemin » qui se réfère à une téléportation miraculeuse,.

## Description
Il est celui que les Sœurs du Bene Gesserit essaient de réaliser depuis des milliers d’années en manipulant les lignées génétiques, notamment celles de la Maison Atréides. Il apparaîtrait après avoir suivi une formation très spécifique.
Les sœurs affirment que le Kwisatz Haderach peut voir là où elles ne peuvent. Il a accès à la totalité des mémoires de ses ancêtres, tant masculins que féminins, au contraire des sœurs qui n’ont accès qu’à la lignée maternelle (mère-fille-mère-fille). L'expansion de ses mémoires devient exponentielle, tandis qu'avec les sœurs, elle est linéaire. Cette énorme quantité d'informations lui permet de voir des motifs en analysant ses mémoires, et voir aussi les possibilités illimitées. Il en découle qu'il possède une forme de prescience et de « voir » le futur. 
Dame Jessica, sœur du Bene Gesserit, mère de Paul Atréides et concubine du Duc Leto Atréides, aurait dû enfanter une fille du Duc, conformément au programme génétique des sœurs. Ceci afin que cette fille procrée avec Feyd-Rautha Harkonnen pour donner naissance au si attendu Kwisatz Haderach.
Mais par amour pour son Duc, Jessica décide de lui donner un fils, Paul, bouleversant totalement les plans du Bene Gesserit, devenant ainsi une renégate à leurs yeux. Le début de la prophétie du Kwisatz Haderach est annoncé lorsque Paul réussit le test du Gom Jabbar. Paul prend alors conscience de ses énormes pouvoirs et devient le Kwisatz Haderach, échappant ainsi au contrôle des Sœurs.
Les Sœurs sont restées partagées quant à Paul et ne l’ont jamais vraiment reconnu en tant que Kwisatz Haderach. Certaines ont douté : après tout, un plan de sélection génétique étendu sur plusieurs milliers d’années ne peut être précis à une génération près. D’autres ont persisté dans leurs recherches. Après la perte de la lignée Harkonnen à la fin du premier roman, plusieurs possibilités ont été envisagées : l’accouplement de Paul et de sa sœur Alia, de Paul et Irulan… Lorsque Paul, devenu aveugle, part affronter le désert comme le veulent les traditions Fremen, le Bene Gesserit se tourne vers ses enfants, espérant récupérer la lignée grâce à un inceste entre Leto et Ghanima.